# Gebromeerde vlamvertrager
Een gebromeerde vlamvertrager (Engels: brominated flame retardant, afgekort tot BFR) is een gebromeerde organische verbinding die een remmend effect heeft op het vlamvatten van brandbaar materiaal.
Van gebromeerde vlamvertragers worden ongeveer 70 varianten geproduceerd, elk met zijn specifieke eigenschappen. Chemisch zijn er de volgende groepen te onderscheiden:
- polygebromeerde difenylethers of PBDE (waaronder DecaBDE, OctaBDE, PentaBDE)
- polygebromeerde difenylalkanen, waaronder decabroomdifenylethaan (DBDPE)
- polygebromeerde bifenylen, of PBB
- gebromeerde cyclische koolwaterstoffen, waaronder HBCDD

Gebromeerde vlamvertragers zijn de polychloorbifenylen (pcb's) in 1978 voorbijgestreefd als de voornaamste chemische vlamvertragers. Ze worden toegepast in de bescherming van elektronica, kleding en meubels. Een aantal van de gebromeerde vlamvertragers worden als persistent beschouwd: ze worden niet biologisch afgebroken en de langetermijneffecten ervan zijn niet bekend. Met name over de polybroomdifenylethers is inmiddels een en ander bekend.
BFR's worden standaard in elektronische apparatuur toegepast om de brandbaarheid ervan te verminderen. Deze verbindingen worden jaarlijks in 2,5 miljoen ton polymeer toegepast, waarbij 40.000 ton BFR's gebruikt wordt. In de Verenigde Staten werd in 1999 34.000 ton BFR toegepast, waarmee de VS wereldwijd de grootste producent van deze groep verbindingen is. Een groot deel van deze hoeveelheid wordt echter uitgevoerd. De elektronische industrie neemt het grootste deel van de BFR-productie op. In computers komen we BFR's voornamelijk op vier plaatsen tegen:
- in printplaten
- in connectors
- in de plastic behuizing van systeemkast en monitor
- in kabels

BFR's worden verder in een veelheid van producten toegepast. Denk bijvoorbeeld (maar niet alleen) aan de plastic behuizing van televisietoestellen, vloerbedekking, verf en veel huishoudelijk keukengerei. Het brede scala van toepassingen vindt zijn oorzaak in de zeer goede vlamvertragende werking van BFR's. Naast het feit dat het ontstaan van een brand vertraagd wordt, hebben de verbindingen ook een remmende werking op de verspreiding van de brand. Daarmee verschaffen ze waardevolle extra ontsnappingstijd bij het begin van de brand. Een brand in een kamer kan in vrij korte tijd zoveel hitte produceren dat alle brandbare stoffen in de ruimte spontaan ontbranden (flashover). Deze situatie ontstaat soms binnen enkele minuten, BFR's hebben hier een vertragend effect.
Hexabroomcyclododecaan (HBCD of HBCDD) bestaat uit een ring van 12 koolstofatomen waaraan zes broomatomen gebonden zijn. Er bestaat een groot aantal isomeren van deze verbinding. HBCD is zeer giftig voor in het water levende organismen en kan zeer langdurige schadelijke effecten in het watermilieu veroorzaken. Studies aan een inmiddels uit productie genomen isomeer van HBCD-isomeer geven aan dat mensen een allergie kunnen ontwikkelen tegen dit isomeer. Het tegenwoordig gebruikte isomeer leidde in de betreffende studie niet tot allergie.
Tetrabroombisfenol A of TBBPA wordt eveneens als zeer giftig voor in water levende dieren beschouwd. Daarnaast is het ook  zeer  persistent. Deze BFR wordt vooral in printplaten gebruikt. Omdat het TBBPA chemisch in het polymeer van de printplaat is vastgelegd is het risico van besmetting van waterig milieu  verwaarloosbaar. EU-science concludeerde in 2005 dat TBBPA geen risico voor de menselijke gezondheid vormt.